# Vrbička
Vrbička (německy Kleinfürwitz) je malá vesnice a část města Vroutek v okrese Louny. Nachází se asi šest kilometrů západně od Vroutku na Vrbičském potoku. Vrbička je také název katastrálního území o rozloze 4,02 km².

## Název
Název vesnice odkazuje na vrbu a přívlastek malá se používal i v historických pramenech k odlišení od nedaleké Vrbice. V písemných pramenech se název objevuje ve tvarech: Vrbiczie (1382), „Wrbiczy Malu ves“ (1546), ves Wrbicžku (1577), ves Malau Wrbicżku (1623), Klein Fürwitz (1654) nebo Klein-Firwitz (1847). Používal se také lidový tvar Glawerwets.

## Historie
Vesnice patřívala k valečskému panství a první písemná zmínka o ní pochází z roku 1382. Má nepravidelně oválnou náves a na její zástavbu navazovala radiální záhumenicová plužina. Zástavba vsi bývala zčásti hrázděná.

## Obyvatelstvo
Při sčítání lidu v roce 1921 zde žilo 194 obyvatel (z toho devadesát mužů), z nichž bylo 192 Němců a dva cizinci. Všichni se hlásili k římskokatolické církvi. Podle sčítání lidu z roku 1930 měla vesnice 169 obyvatel: jedenáct Čechoslováků, 157 Němců a jednoho cizince. I tentokrát všichni byli římskými katolíky.
|                                                                       | 1869 | 1880 | 1890 | 1900 | 1910 | 1921 | 1930 | 1950 | 1961 | 1970 | 1980 | 1991 | 2001 | 2011 |
| --------------------------------------------------------------------- | ---- | ---- | ---- | ---- | ---- | ---- | ---- | ---- | ---- | ---- | ---- | ---- | ---- | ---- |
| Obyvatelé                                                             | 224  | 205  | 203  | 182  | 191  | 194  | 169  | 121  | 78   | 51   | 60   | 47   | 16   | 17   |
| Domy                                                                  | 30   | 30   | 29   | 30   | 28   | 28   | 29   | 22   | —    | 17   | 15   | 20   | 20   | 10   |
| Počet domů z roku 1961 je zahrnut v celkovém počtu domů obce Skytaly. |      |      |      |      |      |      |      |      |      |      |      |      |      |      |

## Pamětihodnosti

### Tvrz Lina
Asi 1,5 kilometru severozápadně od vsi Vrbička se na kraji jejího katastrálního území na polovině cesty z Vrbičky k hájovně Ořkov nachází památkově chráněná zřícenina Lina, někdy uváděná jako pozůstatek hradu, jindy tvrze. Zřícenina stojí na ostrožně v nadmořské výšce 520 metrů nad jižním břehem rybníka a dnes jsou tvrz i její okolí s rybníkem silně zarostlé divokým porostem. Nedochovaly se žádné zprávy o tvrzi a neznáme ani její původní jméno. Současné jméno vzniklo pravděpodobně z jména nedalekého ovčína Hlína nad vsí přes německé Lihna.

### Další pamětihodnosti
- Památkově chráněná Boží muka
- Přírodní památka Jalovcové stráně nad Vrbičkou
- Bývalý ovčín (Linna Schäferei) severozápadně od vesnice[4]

## Galerie

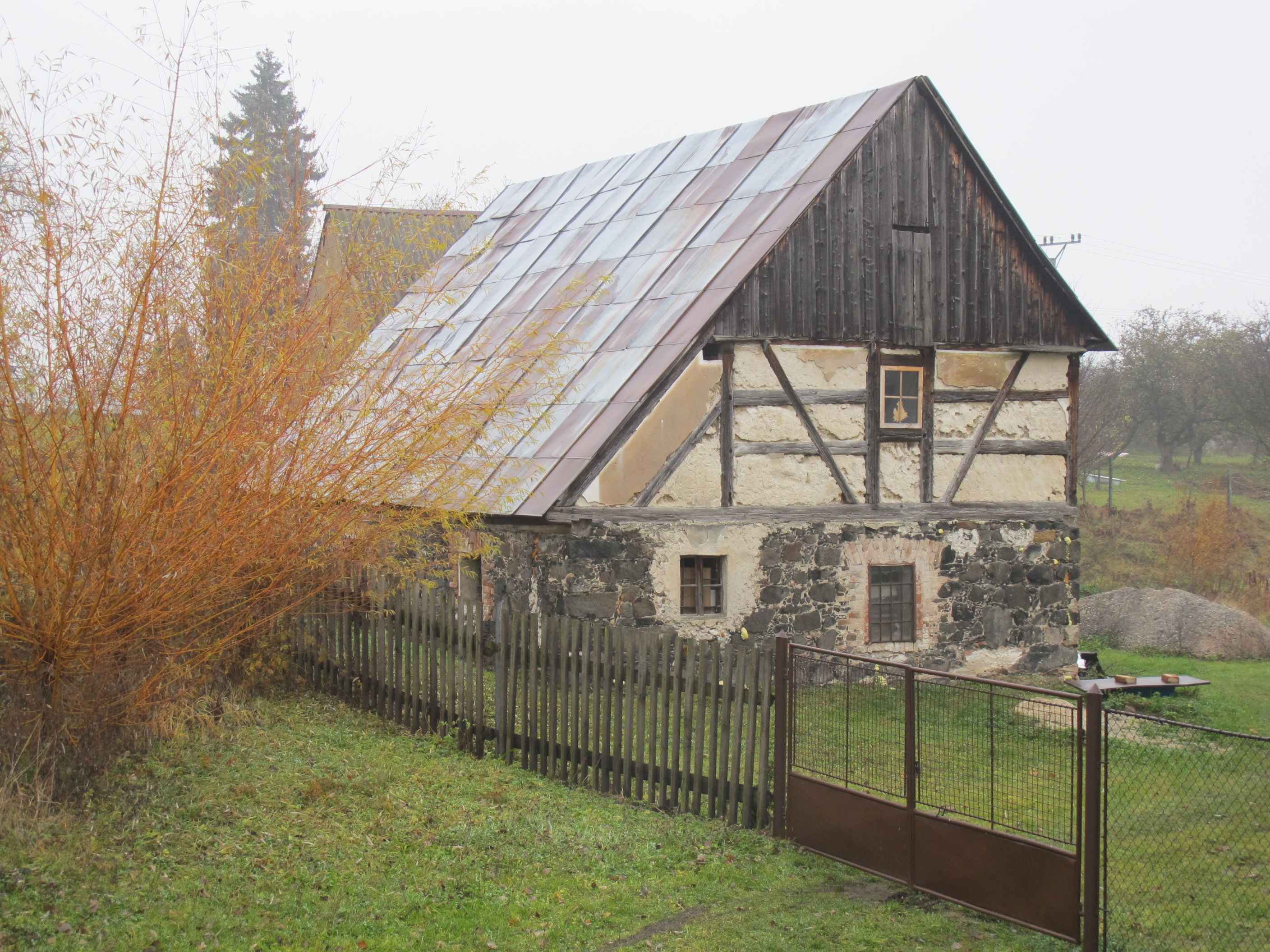
Hrázděnka
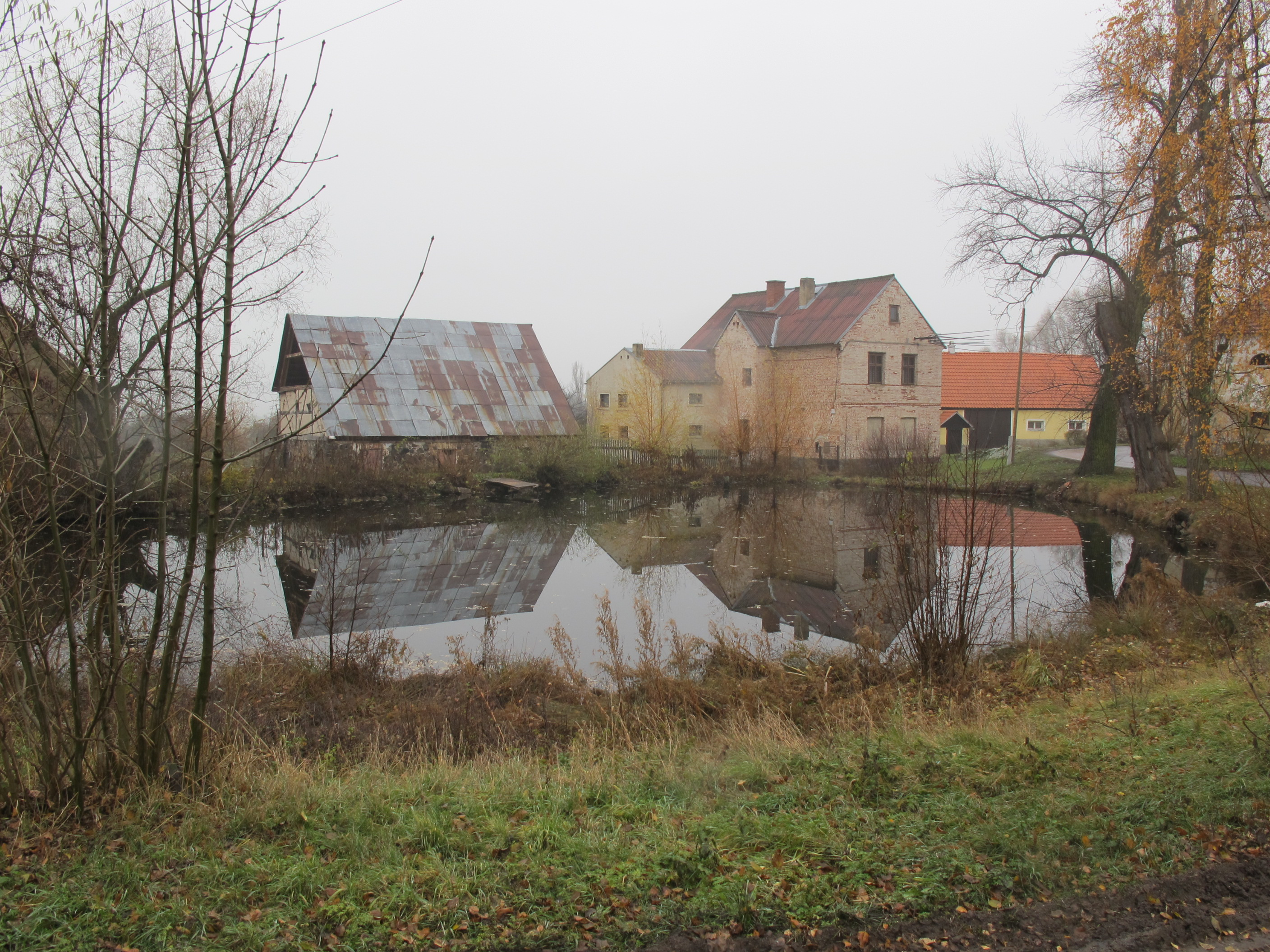
Rybník na návsi
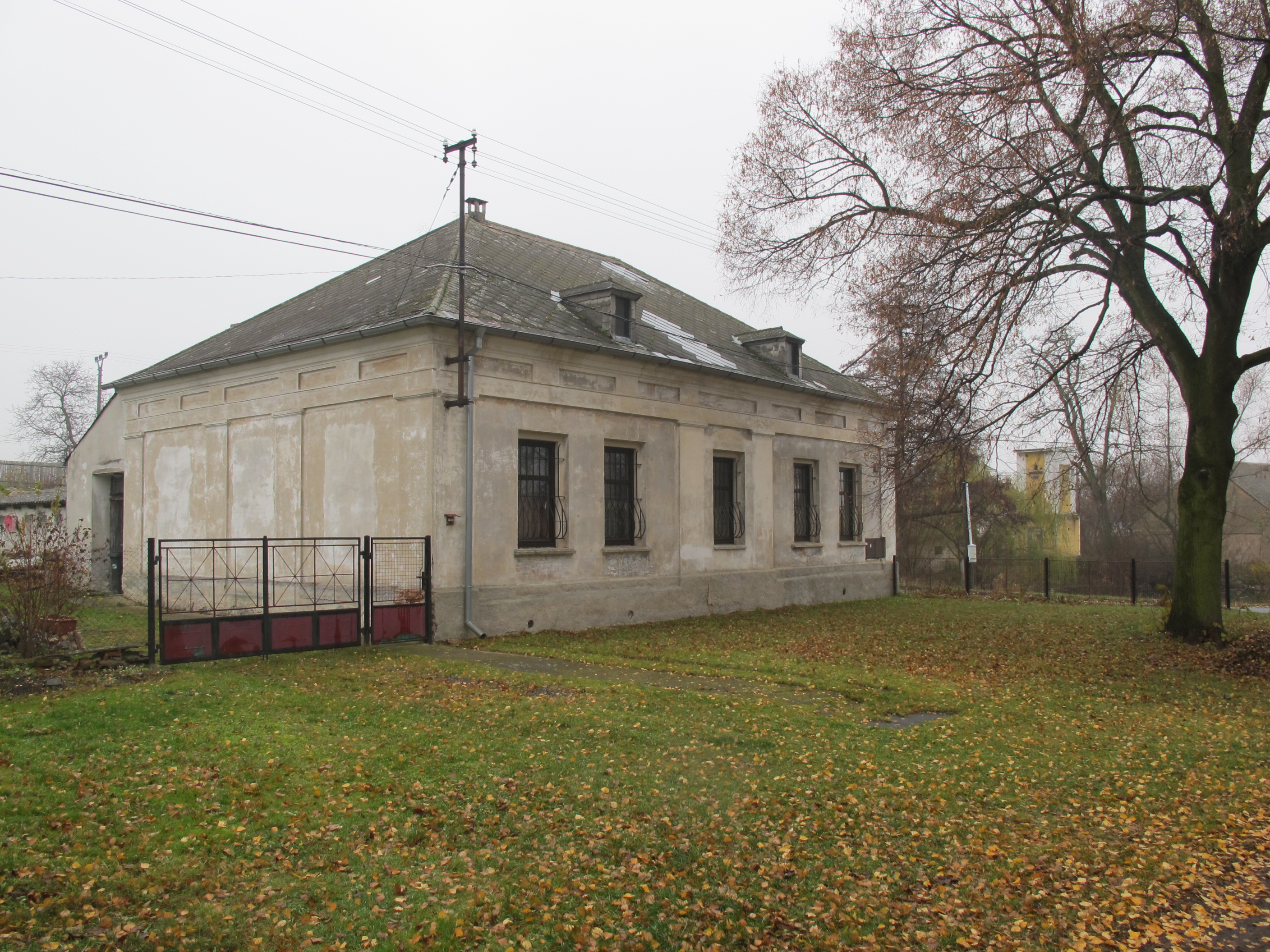
Bývalá škola
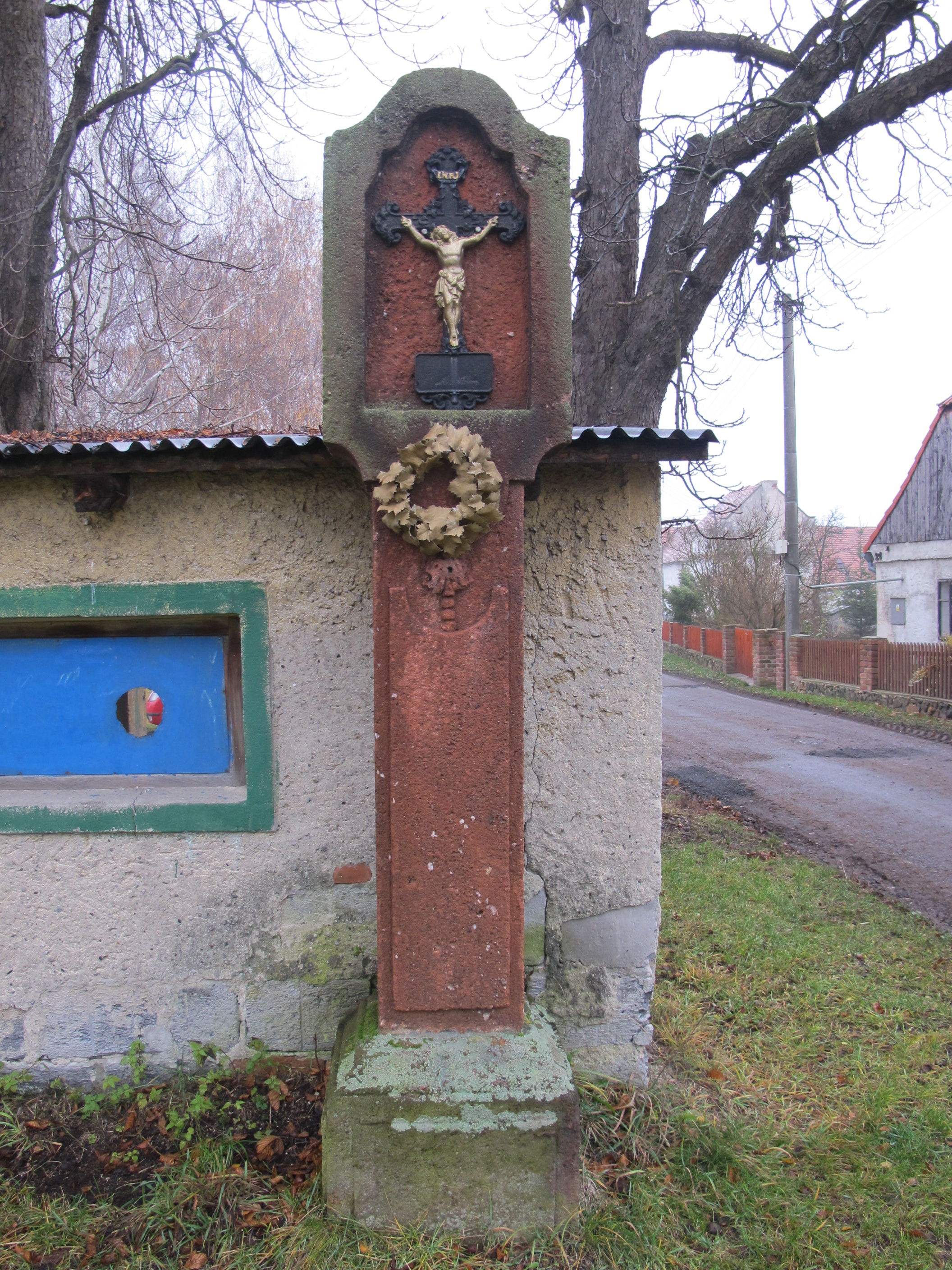
Boží muka na návsi